# Sweetheart (film)
Pour la chanson, voir Sweetheart.
Pour plus de détails, voir Fiche technique et Distribution.
Sweetheart est un film américain réalisé par J. D. Dillard (en), sorti en 2019.

## Synopsis
Jenn se réveille sur une île déserte et doit survivre alors qu'une force maléfique apparaît chaque nuit.

## Fiche technique
- Titre : Sweetheart
- Réalisation : J. D. Dillard (en)
- Scénario : J. D. Dillard (en), Alex Hyner et Alex Theurer
- Musique : Charles Scott IV
- Photographie : Stefan Duscio
- Montage : Tina Hirsch
- Production : Jason Blum, J. D. Dillard (en), Alex Hyner, Bill Karesh et Alex Theurer
- Société de production : Blumhouse Productions
- Société de distribution : Universal Pictures (États-Unis)
- Pays de production :  États-Unis
- Genre : Aventure, horreur, science-fiction et thriller
- Durée : 82 minutes
- Date de sortie : 
  - États-Unis : 15 octobre 2019 (Internet)

## Distribution
- Kiersey Clemons : Jenn
- Emory Cohen : Lucas
- Hanna Mangan Lawrence : Mia
- Andrew Crawford : la créature
- Benedict Samuel : Brad

## Distinctions
Kiersey Clemons a reçu une mention spéciale pour son interprétation dans la catégorie Horreur au Fantastic Fest 2019.